# Arctosa marocensis
Arctosa marocensis este o specie de păianjeni din genul Arctosa, familia Lycosidae, descrisă de Roewer, 1960.
Este endemică în Morocco. Conform Catalogue of Life specia Arctosa marocensis nu are subspecii cunoscute.